# Ogilbyina novaehollandiae
Ogilbyina novaehollandiae, thường được gọi là đạm bì đa sắc, là một loài cá biển thuộc chi Ogilbyina trong họ Cá đạm bì. Loài này được mô tả lần đầu tiên vào năm 1879.

## Phân bố và môi trường sống
O. novaehollandiae được phân bố ở phía tây Thái Bình Dương, và là loài đặc hữu của Úc, chỉ được tìm thấy tại Rạn san hô Great Barrier. Chúng thường sống xung quanh các rạn san hô hoặc những bãi đá ngầm ở gần bờ, ở độ sâu khoảng 10 – 20 m.

## Mô tả
O. novaehollandiae trưởng thành dài khoảng 10 cm. O. novaehollandiae có nhiều biến thể màu sắc và là loài dị hình giới tính. Con đực thường có màu xanh tím ở thân với cái đầu màu đỏ hồng, đôi khi có màu xám đen hoặc đen tuyền với viền xanh ở vây. Con mái có màu hồng nhạt, vàng tươi hoặc xanh lục với các vạch ngắn màu đỏ phía dưới của vây lưng sau; cũng có màu xám đen hoặc đen tuyền với bụng đỏ. Một số cá thể có đầu màu hồng, lưng màu xanh lục, vây lưng màu vàng, thân màu xanh lam nhạt hoặc gần như trắng, đuôi màu xanh tím; các vây có viền xanh sáng. Điểm phân biệt với Ogilbyina queenslandiae là O. novaehollandiae có đường màu xanh lơ dưới mắt.
Số ngạnh ở vây lưng: 3; Số vây tia mềm ở vây lưng: 34 - 38; Số ngạnh ở vây hậu môn: 3; Số vây tia mềm ở vây hậu môn: 19 - 20.
O. novaehollandiae cũng rất thích nghi với điều kiện nuôi nhốt và được đánh bắt để phục vụ cho ngành thương mại cá cảnh.